# Ясное (Чугуевский район)
В Приморье в Артёмовском городском округе тоже есть село Ясное.
Я́сное — село в Чугуевском муниципальном районе Приморского края России.

## География
Село находится на левом берегу реки Уссури, на расстоянии 67 км (по автодороге через Тополёвый, Архиповку, Верхнюю Бреевку, Извилинку, Булыга-Фадеево и Соколовку) к юго-востоку от села Чугуевка, административного центра района.
Вверх по течению Уссури (у её истока) от Ясного находится нежилой посёлок лесорубов Нижний, расстояние до которого около 40 км, дальше дороги нет.

## Население
| 2002 | 2006 | 2010 |
| ---- | ---- | ---- |
| 425  | ↗447 | ↘360 |

## Улицы
| - ул. Гаражная, - ул. Зелёная, - ул. Лазо, | - ул. Лесная, - ул. Школьная, - ул. Юбилейная. |

## Экономика
- Предприятия по заготовке леса.
- Жители занимаются сельским хозяйством и скотоводством.